# آکادمی سلطنتی هنرهای زیبا (آنتورپ)
آکادمی سلطنتی هنرهای زیبا (هلندی: Koninklijke Academie voor Schone Kunsten van Antwerpen)یک آکادمی هنر واقع در آنتورپ، بلژیک است. این آکادمی یکی از قدیمی ترین‌ها در نوع خود در اروپا است. این آکادمی در سال۱۶۶۳ توسط دیوید تنیرز جوان، نقاش آرشیدوک لئوپولد ویلهلم و دون خوان اتریش تأسیس شد. تنیرز استاد انجمن سنت لوک بودو از فیلیپ چهارم اسپانیا درخواست کرد تا منشور سلطنتی برای تأسیس آکادمی هنرهای زیبا در آنتورپ اعطا کند. آکادمی سلطنتی به یک مؤسسه بین‌المللی تحسین شده برای هنرهای زیبا، معماری و طراحی تبدیل شد. از قرن نوزدهم به بعد، آکادمی هنرمندان جوانی را از خارج از کشور جذب کرد. هنرمندان ایرلندی، آلمانی، هلندی، لهستانی که به دنبال یک آموزش کلاسیک قوی بودند راه خود را به آنتورپ پیدا کردند. تا سال ۱۸۹۰، این گالری به موزه سلطنتی هنرهای زیبا (هلندی؛ موزه Koninklijk voor Schone Kunsten) تبدیل شد و به مکان فعلی خود در آنتورپ منتقل شد. در سال ۱۸۸۰میلادی، هنری وان دی ولده، هنرمند جوان آینده‌دار، در آکادمی آنتورپ ثبت نام کرد. او به یکی از معماران و طراحان پیشگام قرن بیستم تبدیل شد. در سالهای ۱۸۸۵ و ۱۸۸۶، ونسان ون گوگ نیز قرار بود مدت کوتاهی را قبل از عزیمت به فرانسه در آکادمی آنتورپ بگذراند. در سال ۱۸۸۵، پادشاه لئوپولد دوم، مؤسسه عالی ملی هنرهای زیبا آنتورپ (Nationaal Hoger Instituut voor Schone Kunsten) را به عنوان یک مرکز جهت تحصیلات تکمیلی اختصاصی، با الهام از مدرسه هنرهای زیبا پاریس (به فرانسوی Ecole des Beaux-Arts) تأسیس کرد.

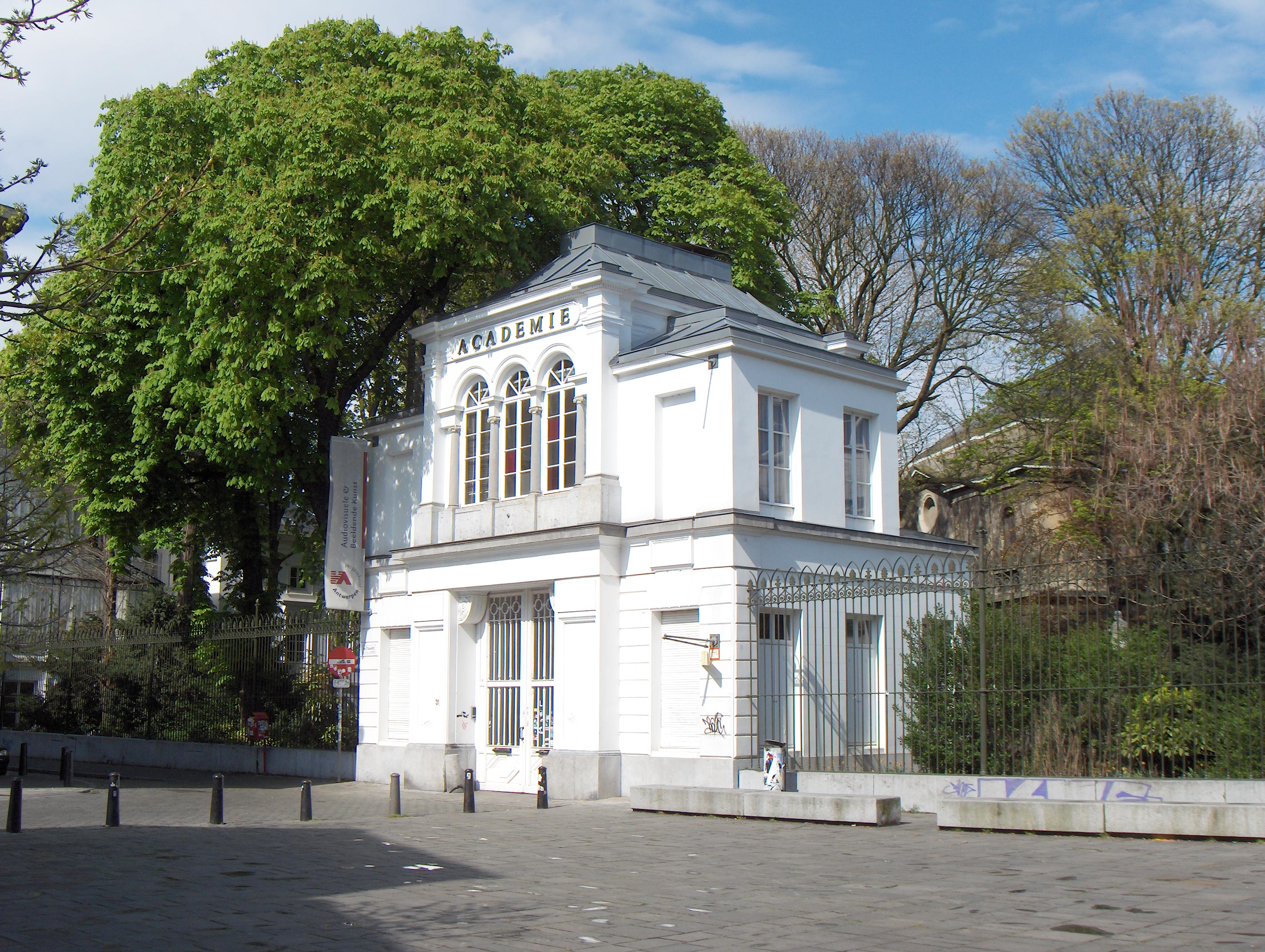
دروازه ورودی نئوکلاسیک (۱۸۴۱–۱۸۴۳) طراحی شده توسط پیر بورلا

## قرن بیستم و بیست و یکم
در سال ۱۹۴۶، دوره معماری به یک مؤسسه مستقل تحت عنوان مؤسسه عالی ملی معماری تبدیل شد. یکی دیگر از لحظات کلیدی در تاریخ آکادمی سال ۱۹۶۳ میلادی بود. در این سال یک دوره جدید و منحصر به فرد تحت عنوان «طراحی مد» شروع به کار کرد. این دوره در ابتدا با موفقیت متوسطی همراه بود، اما در اوایل دهه هشتاد در جهان پیشرو شد. در این دوره دیرک بیکمبرگ، والتر ون بیرندونک، مارینا یی، دریس ون نوتن، دیرک ون سائن و آن دمولمستر با ارایه سبکی بسیار متنوع، تأثیر زیادی بر صحنه مد معاصر گذاشتند. برنامه مد استعدادهای بیشتری را از سراسر جهان جذب کرد. این برنامه با بیش از ۱۳۰ دانشجو، بزرگ‌ترین برنامه در بخش هنرهای تجسمی و طراحی است. در سال ۱۹۹۵، سیستم آموزش عالی فلاندرز با دگردیسی ریشه ای مواجه شد. آکادمی آنتورپ و مؤسسه هنری وان دی ولده به عنوان دانشکده در ساختار کالج بزرگتر، کالج دانشگاه آنتورپ (هلندی: Hogeschool Antwerpen) گنجانده شدند. با این حال، مؤسسه عالی هنرهای زیبا مستقل نگه داشته شد و به یک نهاد جداگانه تبدیل شد. امروزه آکادمی مجموعه ای متشکل از ۵۴۰ دانشجو (که ۲۳۰ نفر از آنها بین‌المللی هستند) در چهار ساختمان اصلی واقع در مرکز شهر است.

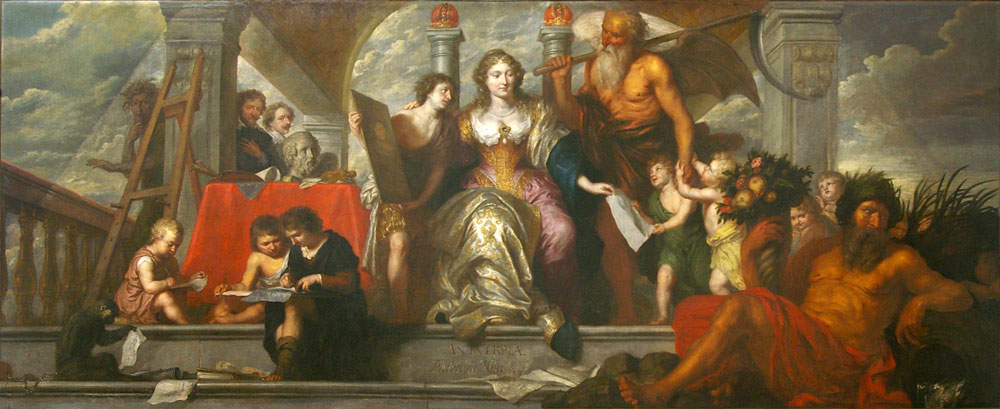
تئودور بویرمنز، آنتورپ، پرستار نقاشان (۱۶۶۵), موزه سلطنتی هنرهای زیبای آنتورپ.